# Din exterior
Din exterior (în rusă Извне) este un roman științifico-fantastic scris de Arkadi și Boris Strugațki în 1957. A fost publicat prima dată în 1960. În ordine cronologică, este prima lucrare comună publicată a fraților Strugațki.

## Prezentare
Romanul este format din trei nuvele:
- "Omul din tricoul cu ochiuri. Povestea ofițerului de stat major al unității H, maiorul Kuznețov",
- "Extratereștrii. Povestea membrului grupului arheologic "Apida" K. N. Sergeev",
- "La bordul olandezului zburător. Povestea fostului șef al grupului arheologic "Apida" B. Y. Lozovski".